# Boulaie

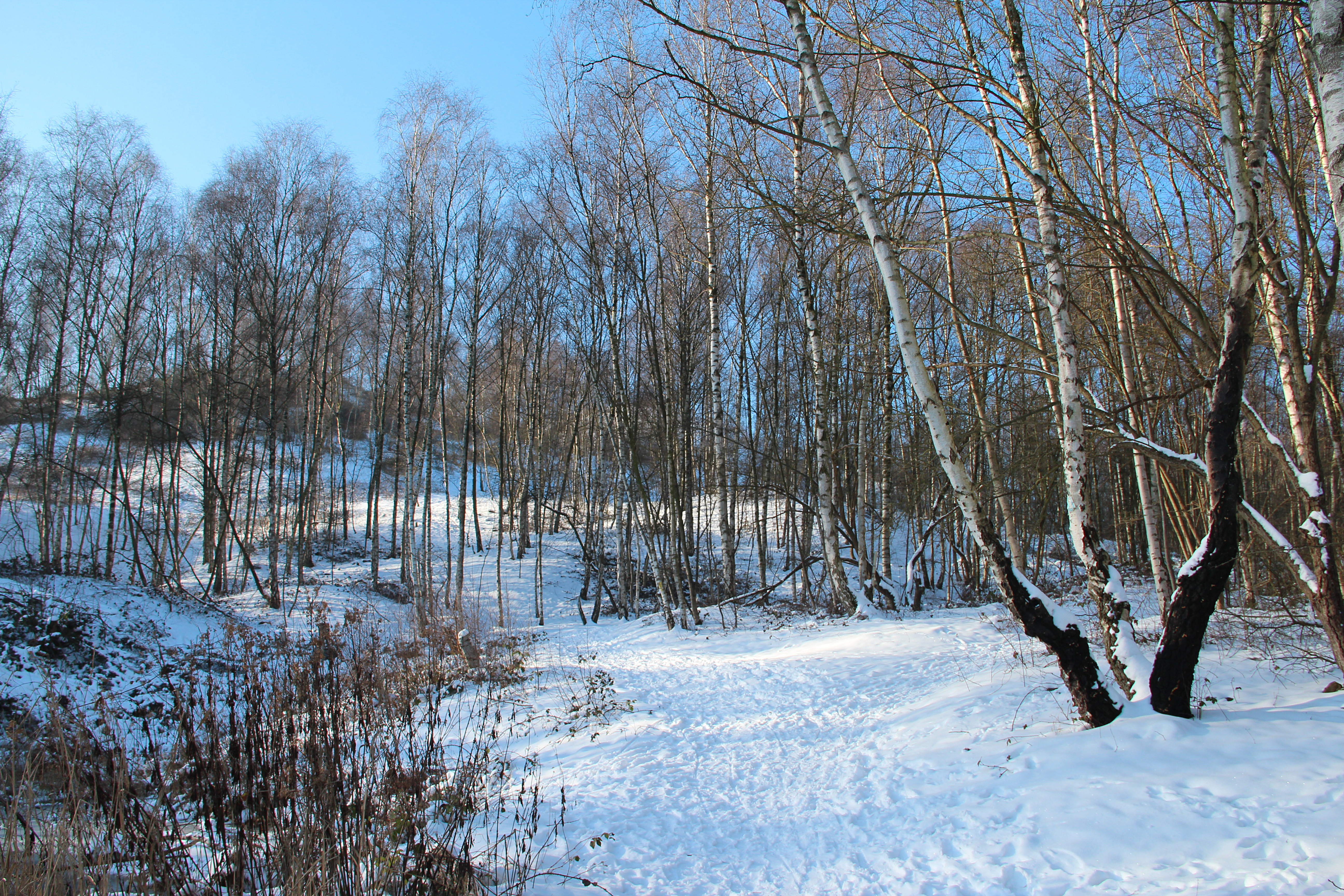
Une boulaie naturelle péri-urbaine près de Mons en Belgique.

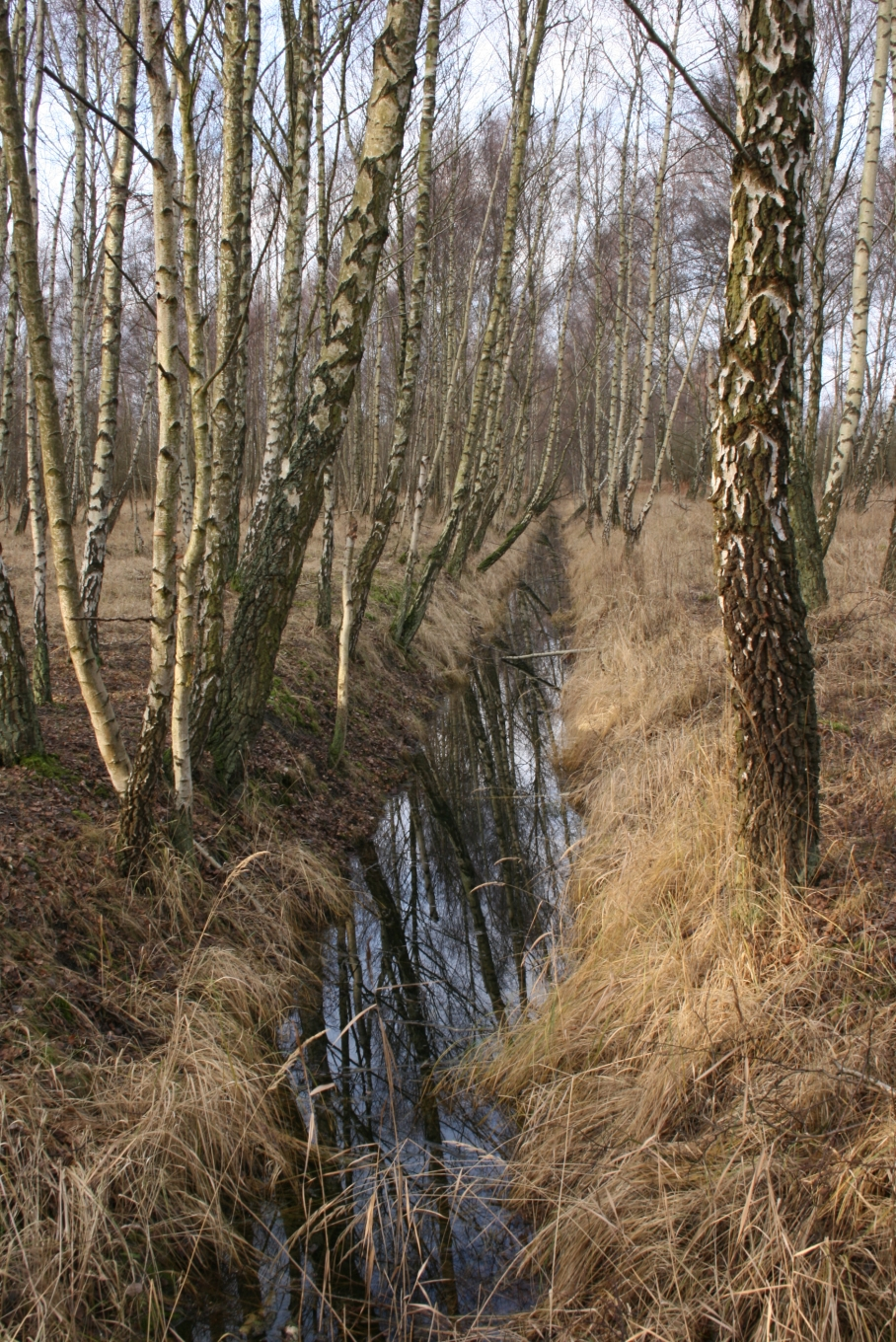
Une boulaie naturelle péri-urbaine près d'Ørestad au Danemark.

Une boulaie, boulinière ou bétulaie est une forêt où prédomine le bouleau.

## Étymologie
Le terme boulaie n'est pas dérivé du mot bouleau, mais de boul(e) qui signifie précisément 'bouleau' en ancien français (encore attesté dans quelques dialectes). Il procède du latin populaire betulus, le latin classique étant betula, ce terme est considéré comme d'origine celtique, d'un gaulois *betuo-, thématisation de *betu-, d'où le nom brittonique: breton bezo, gallois bedw. À l'origine, pourrait être le nom de la « poix » que l'on obtenait en chauffant les jeunes arbres pleins de sève. C'est un proche parent du latin bitumen > béton, bitume.
Le suffixe -aie sert à former des collectifs d'arbres. Il est issu du latin -etum et était le plus souvent masculin en ancien français et graphié -ay. Dans le domaine picard (Nord et Picardie), les produits de -etum sont en -oy (-oie) et occitan -at / -ada (francisés en -ade) / -eda (francisés en -ède. cf. pinède).

## Toponymie
Divers toponymes selon les dialectes et les graphies : la Bouillie, les Boulaies, le bois des Boulats, le Boulay, la Bouloie, etc.